# 大熊座ξ
大熊座ξ，又名下台二、BD+32 2132，HD 98230、SAO 62484、HR 4374，是大熊座的一颗恒星，视星等为4.87，位于銀經195.08，銀緯69.25，其B1900.0坐标为赤經11h 12m 50.9s，赤緯+32° 69.25′ 31″。